# Marie-Claire Amouretti
Pour les articles homonymes, voir Amouretti.
Marie-Claire Amouretti, née Marie Claire Bernadette Salaün le 28 juillet 1935 à Wormhout (Nord) et morte le 27 juin 2010 à Châteauneuf-le-Rouge (Bouches-du-Rhône), était une professeure française d'histoire grecque à l'université d'Aix-Marseille, spécialiste de l'agriculture et des techniques agricoles antiques. Sa thèse a porté sur Le pain et l'huile dans la Grèce antique. Évolution des techniques agraires d'Hésiode à Théophraste (1984).

## Publications
- Le regard des Grecs sur la guerre avec  J. Christien et P. Sineux, 2000.
- Les sociétés grecques et la guerre à l'époque classique avec Françoise Ruzé, 1999.
- Le monde grec antique : des palais crétois à la conquête romaine avec Françoise Ruzé, 1995.
- La production du vin et de l'huile en Méditerranée avec J.-P. Brun, 1993, École française d'Athènes.
- Le Pain et l'huile dans la Grèce antique, de l'araire au moulin, Les Belles Lettres, 1986. Lire en ligne un compte rendu
- Le livre de l'olivier, en collaboration avec G. Comet, 1985.
- À propos du pressoir à huile : de l'archéologie industrielle à l'histoire avec G. Comet, C. Ney, J.-L. Paillet, MEFR, 1984, no 96. Lire en ligne
- Hommes et techniques de l'Antiquité à la Renaissance avec G. Comet, NAF Smith.
- Campagnes méditerranéennes: permanences et mutations, CRDP, 1977.
- Les instruments aratoires dans la Grèce archaïque, Dialogues d'histoire ancienne, 1976, Volume 2, no 2, p. 25-52. Lire en ligne